# Silver Lake (Indiana)
Silver Lake – miasto w Stanach Zjednoczonych, w stanie Indiana, w hrabstwie Kosciusko.